# Michelada
La michelada es una bebida alcohólica  que se prepara mezclando cerveza, jugo de limón, jugo de tomate, picante (chile en polvo o en copos) y sal, y agregando salsas sazonadoras.
Es un cóctel.

## Preparación
La preparación es muy sencilla, basta con escarchar un vaso congelado (humedecer el borde del mismo con jugo de limón para adherirle la sal y los copos de picante), añadir jugo de limón, las salsas, y finalmente verter la cerveza.

## Cualidades
Una de las cualidades de la Michelada es su refrescante sabor, que la hace ideal para los días soleados en los que se busca algo más que el sabor de una simple cerveza. 
En México se considera un excelente remedio para la «cruda» (término que se utiliza en el país para refererise a una persona que tiene resaca después de una borrachera), por lo que es común tomarla por las mañanas o a mitad del día.

## Orígenes e historia
Una popular versión de su origen apunta a la ciudad de San Luis Potosí , concretamente al Club Deportivo Potosino, pues se cuenta que un socio de nombre Michel Ésper (originario de Ciudad Valles) acostumbraba pedir una cerveza con limón, sal y popote en una copa llamada chabela como si fuera una limonada de cerveza, eventualmente originando el nombre de la bebida (en aquel entonces nadie tomaba cerveza con esa preparación). Ya que después los socios pedían una limonada como la de Michel "MICHELADA" esto fue como en los años 70 con el tiempo se fueron agregando salsas al gusto y le han cambiado el nombre a la original poniéndole el de "Chelada" pero en aquellos años no se conocía nada más que en San Luis Potosí su preparación en otros estados y en las playas no sabían de que se componía la bebida. La versión más clara del origen del nombre es simplemente una combinación de la frase «Mi chela helada».
Una versión menos glamorosa es la siguiente: en inglés, muy frío o "helado" se dice -chilled-, que ya pronunciado en castizo es "chiled" o "chelado"; ahora bien, contrario de la tradición que existía en Europa y el México tradicional, en Estados Unidos la cerveza se empezó a consumir muy helada, con hielo al principio y luego refrigerada cuando este invento se generalizó a mediados del siglo XX, es decir la cerveza cambió a "chilled", mientras que en la mayor parte del mundo la cerveza se consumía en ese entonces a temperatura ambiente. Esto es pues, una cerveza chelada o una -chela- es una cerveza helada (chilled beer), la que además del hielo se le adicionaría sal y limón... lo que le daría el sabor latino. Asimismo, en una versión más condimentada, se le adiciona una mezcla (mix en inglés) de salsas picantes, inglesa, de soya, etc., que todo junto la mezcla y la chela sería una cerveza Mybeerade, que pronunciado con las reglas del castellano deja claro que se trata de un Mix-chelada, Michelada pues. Lo más probable es que esta denominación venga del norte de México, muy probablemente de Monterrey, Nuevo León. De hecho aún en la actualidad en muchas partes de México se hace una clara distinción entre una "chelada" que es una cerveza con hielo, sal y limón, respecto de una "michelada" a la que además de lo anterior se le adicionan diversas salsas que le dan una sensación más densa y sabor cargado e incluso en ocasiones picante. En algunos bares a esta mezcla se le llama "petróleo" por su color oscuro intenso, ya que se tiene mezclada en recipientes ya lista para solo ser vaciada sobre la cerveza.

## Variaciones

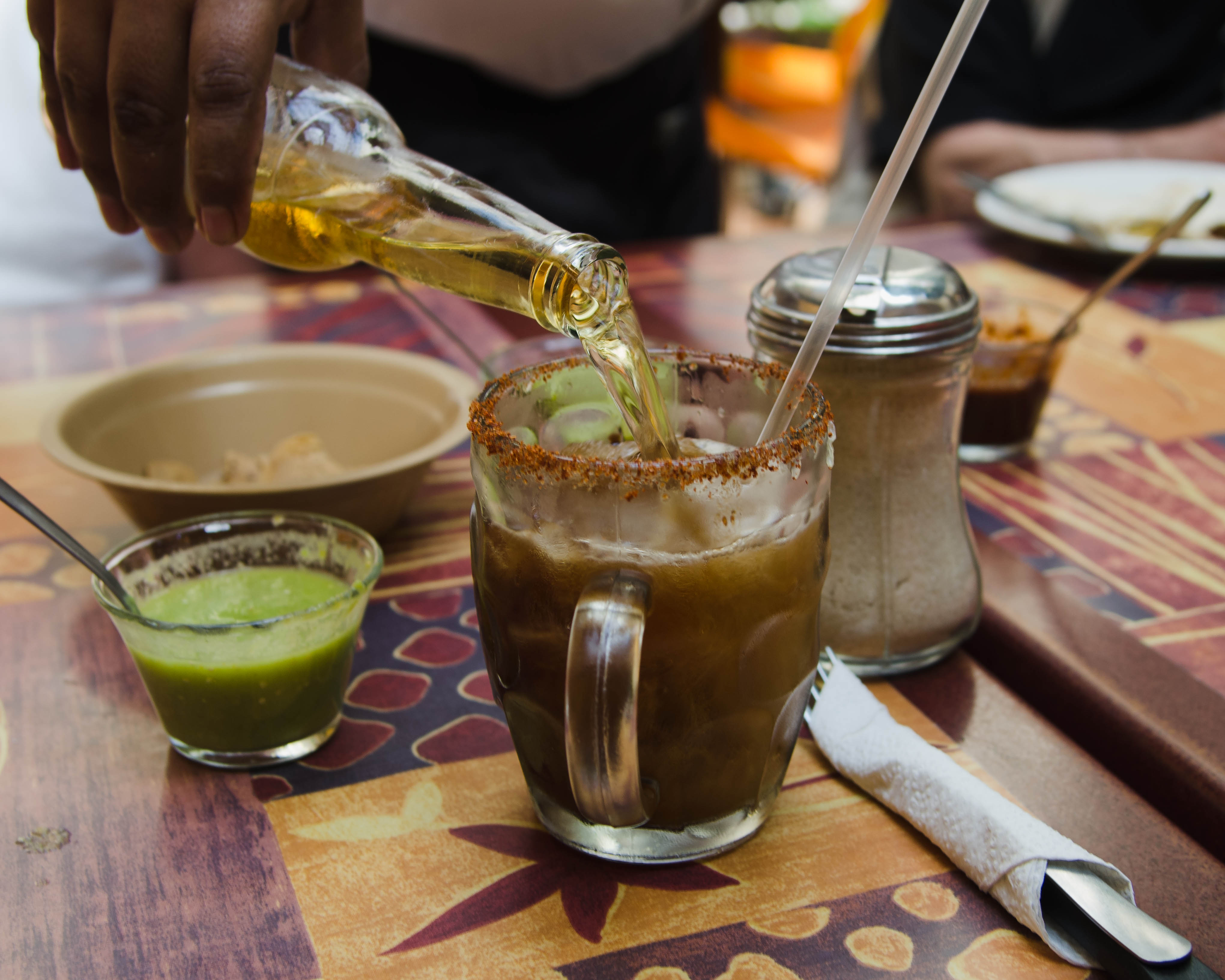
Preparación de una michelada.

La michelada varía dependiendo de la región y el país; por ejemplo, en El Salvador la michelada puede incluir jalea de tamarindo, salsa picante, salsa inglesa, jugo de limón, sal y alguashte. La boca del vaso se puede decorar con sal o con chile tajín. Existe otra versión que solamente incluye jugo de limón, sal y salsa picante. La mezcla siempre viene acompañada de hielo. 

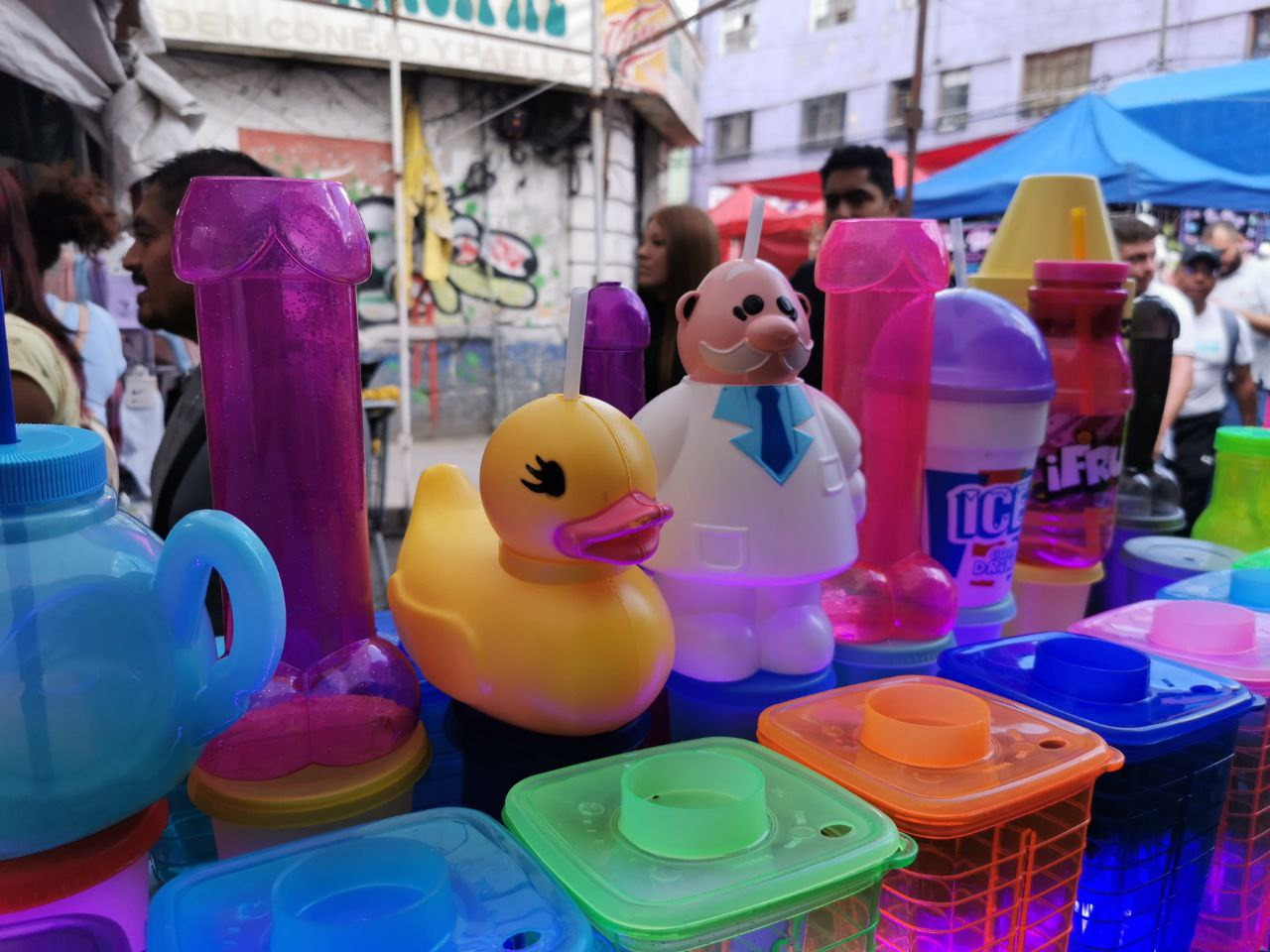
Vasos para micheladas en Tepito

En Guatemala la mezcla es salsa picante, salsa inglesa, jugo de tomate, jugo de limón, sal y pimienta. En algunas partes de México se utiliza salsa picante, salsa inglesa, salsa Tabasco, jugo sazonador, chamoy e incluso una mezcla comercial de jugo de tomate y toque de ostión. También se le pueden añadir sabores de frutas tropicales como tamarindo y mango usando jugos concentrados.  Por ejemplo en el estado de Oaxaca, la preparación del limón y sal recibe el nombre de "suero", en el centro del país a este suero combinado con cerveza se le conoce como michelada.
En algunas partes de México la michelada es solo la cerveza (preferiblemente clara o lager), combinada solamente con jugo de limón y sal. También la llamada "cubana", que incluye salsa inglesa y salsa Tabasco; el escarchado del vaso se hace con una mezcla de sal y chile piquín en polvo. En algunas regiones de México, como Puerto Vallarta, se celebran festivales dedicados exclusivamente a las micheladas. Uno de los eventos más destacados es el PVR Festival de Micheladas, donde se reúnen los amantes de esta bebida para disfrutar de una variedad de opciones preparadas por expertos mixólogos. Este festival, que se lleva a cabo anualmente, ofrece a los asistentes la oportunidad de degustar las mejores micheladas de la región occidental del país y participar en actividades complementarias como música en vivo, concursos y demostraciones culinarias.
En Chile, por su parte, existe una variación que se prepara con merkén en lugar de otras salsas o picantes.